# Lichenochora xanthoriae
Lichenochora xanthoriae är en lavart som beskrevs av Triebel & Rambold 1991. Lichenochora xanthoriae ingår i släktet Lichenochora, ordningen Phyllachorales, klassen Sordariomycetes, divisionen sporsäcksvampar och riket svampar.   Inga underarter finns listade i Catalogue of Life.